# 後藤一蔵 (社会学者)
後藤 一蔵（ごとう いちぞう、1945年8月22日 - ）は、日本の社会学者。日本では数少ない消防団についての研究者であり、2017年現在は東北福祉大学兼任講師や消防庁消防団員確保アドバイザーなどを務めている。宮城県遠田郡小牛田町（現・美里町）出身、宮城県古川高等学校、東北大学教育学部卒業、専門は地域防災論、農村社会学。

## 略歴
1945年（昭和20年）、宮城県遠田郡小牛田町（現・美里町）で生まれ、1965年（昭和40年）宮城県古川高等学校、1969年（昭和44年）東北大学教育学部教育学科を卒業。宮城県佐沼高校、古川女子高（現・宮城県古川黎明高校）、古川高校、小牛田高等養護学校などの教諭や宮城教育大学非常勤講師（ボランティア活動論）を勤めた後東北福祉大学兼任講師（地域防災論）に就任。消防庁消防団員確保アドバイザー。防災や消防団についての講演を各地で行っている。趣味は陶芸、温泉めぐり旅行。

## 消防団研究および提言
後藤は宮城県内の高校に勤務しながら農村社会学の研究をしていたが、その研究の中で1980年前後、消防団に関する体系的な研究がいまだ無いことに気が付き、また消防団の歴史について関心を持ち、以後消防団に関する研究を続けている。
後藤は宮城教育大学でボランティア活動論を教えながら全国の消防団について調査研究を進めていった。消防団に関する研究者がほとんどいない中で後藤は数少ない消防団研究者となっていった。戦後の消防団発足後200万人を越えていた人員が2007年には90万人を割り、最近の消防団は人員の減少に加えて高齢化、サラリーマン団員の増加などの課題を抱えているが、後藤はそういった消防団の実態や課題について啓発している。また、社会の変化に応じた消防団のあり方を考え、消防団への理解を深める活動をしている。
2010年、消防庁による消防分団長クラスを集めて全国各地で行われた「消防団員災害対応力向上研修」研修会の講師にも選ばれている。後藤は消防分団長たちに消防団の活動史を教え、消防団活動の掛替えの無さを伝えている。
2011年の東日本大震災では消防団員は最後まで危険な地域に踏みとどまって避難誘導や水門の閉鎖などの活動を行っており、多くの消防団員が犠牲となった。消防団員の犠牲者は消防職員や警察官の犠牲者の数をはるかに上回っている。後藤は消防団員の安全が精神論でないがしろにされてきたことや、消防団員の身分があいまいであることも問題と指摘している。
後藤は消防団をなくしてはいけないという観点からも使命感や根性といった精神論にとらわれることなく、自身が危ういときには勇気を持って自己の安全を第一に考えるべきだと提言している。東日本大震災での254名の消防団員の死を美談ではなく教訓とするべきだと主張している。
その後、消防団員も自身の命を守るルールが明確化していった。
東日本大震災以降、後藤は、地域防災力の強化について、消防団と自主防災組織の連携は必要不可欠と考え、各地の事例をとりあげ、雑誌や新聞等で発表している。

## 所属学会
- 日本社会学会
- 日本村落学会
- 社会貢献学会[1]

## 著書・著作

### 書籍
単著
- 『今こそ、問われる地域防災力-消防団と自主防災組織の連携』2021年、近代消防社、ISBN 978-4-421-00949-1
- 『消防団 : 生い立ちと壁、そして未来』2014年、近代消防社、ISBN 978-4-421-00858-6
- 『改訂　国民の財産　消防団』2010年、近代消防社、ISBN 978-4-421-00793-0
- 『国民の財産！消防団〜世界に類を見ない地域防災組織〜』2006年、近代消防社、ISBN 4-421-00742-0
- 『消防団の源流をたどる-21世紀の消防団の在り方-』2001年、近代消防社、ISBN 4-421-00630-0
- 『永遠なり、むらの心』1990年、富民協会、ISBN 4-8294-0090-0

共著
- 後藤一蔵「ムラ消防組織の継承―宮城県東松島市東名地区の事例―」永野由紀子編『【年報】村落社会研究―54』 2018年10月25日 農村漁村文化協会、ISBN 978-4-540-18130-6
- 後藤一蔵「東日本大震災後に問われる地域防災のあり方――岩手県洋野町の事例」 吉原直樹,似田貝香門,松本行真 編著『東日本大震災と〈復興〉の生活記録』2017年、六花出版 ISBN 978-4-866170-27-5
- 後藤一蔵「自主防災組織と消防団との連携のあり方」吉原直樹, 仁平義明, 松本行真 編著『東日本大震災と被災・避難の生活記録』2015年、六花出版、ISBN 978-4-905421-80-1
- 後藤一蔵「消防団と防犯活動」吉原直樹 編著『安全・安心コミュニティの存立基盤』2013年、御茶の水書房、ISBN 978-4-275-01015-5
- 後藤一蔵「防災をめぐるローカル・ノレッジ」吉原直樹 編集『防災の社会学』第2版、2012年、東信堂、ISBN 978-4-7989-0148-0
- 後藤一蔵「町内会と消防団 」吉原直樹 編著『防災コミュニティの基層』2011年、御茶の水書房、ISBN 978-4-275-00926-5
- 後藤一蔵「防災をめぐるローカル・ノレッジ」吉原直樹 編集『防災の社会学』2008年、〈防災を考える：シリーズ1〉東信堂、ISBN 978-4-88713-881-0
- 後藤一蔵「コミュニティ事典」伊藤守他７名編集2017年、春風社、ISBN 978-4-86110-538-8

### 主要論文・記事
- 「東日本大震災から10年―消防団はどう変わったか（下）」『近代消防』59(6) (通号727) 2021.06 pp.44-47、近代消防社
- 「東日本大震災から10年―消防団はどう変わったか（中）」『近代消防』59(5) (通号726) 2021.05 pp.44-47、近代消防社
- 「東日本大震災から10年―消防団はどう変わったか（上）」『近代消防』59(4) (通号725) 2021.04 pp.38-41、近代消防社
- 「台風第１９号における地域住民の対応と第６分団の行動（後編）-宮城県大崎市鹿島台志田谷地地域- 」『近代消防』 59(1) (通号722) 2021.01 pp.98-101、近代消防社
- 「台風第１９号における地域住民の対応と第６分団の行動（前編）-宮城県大崎市鹿島台志田谷地地域-」『近代消防』 58(12) (通号721）2020.12 pp.40-43、近代消防社
- 「避難行動の五段階」論 『近代消防』58(6) (通号715) 2020.6 pp.48-49 近代消防社
- 「消防団活動とコミュニティ」 『防災とコミュニティ』第81回全国都市問題会議 2019.11、pp.167-171、全国市長会
- 「婦人防火クラブ音頭―歌い継がれて40年―」『近代消防』56(12) (通号697) 2018.12 pp.46-49、近代消防社
- 「80年以上にわたって存続する『消防組』」『近代消防』56(5) (通号689) 2018.5 pp.81-84、近代消防社
- 「久慈広域連合消防本部洋野消防署が開署」『近代消防』56(1) (通号685) 2018.1 p.53、近代消防社
- 「自主防災組織の連携のあり方―宮城県美里町青生地区の運動会方式の合同防災訓練―」『近代消防』55(12) (通号684) 2017.12 pp.90-93、近代消防社
- 「消防団員OBを中核として運営される自主防災組織―岩手県洋野町角浜地区の事例」『近代消防』55(5) (通号677) 2017.5 pp.78-81、近代消防社
- 「戦後改革における市町村消防団の誕生と消防団」『都市問題』105(9) 2014.9 pp.55-64、安田記念東京都市研究所
- 「東日本大震災と消防団活動について」『路上』127、2013.11
- 「東日本大震災と消防団の今後の課題」『公営企業』44(9) (通号525) 2012.12 pp.2-13、地方財務協会
- 「消防団員は必ず生きて還れ」『新潮45』31(8)=364:2012.8 pp.258-263、新潮社
- 「東日本大震災を機に変わりつつある消防団と自主防災組織の関係」『行政ジャーナル』2012年5月
- 「人的被害『ゼロ』の町からの学ぶべきこと」『近代消防』50(2) (通号 613) 2012.2 pp.65-68、近代消防社
- 「21日間で延べ5300人の消防団員出動」『近代消防』49(11) (通号 610) 2011.11 pp.81-83、近代消防社
- 「消防団はどうあるべきか」『都市問題』102(9) 2011.9 pp.70-78、東京市政調査会
- 「限界状況下にあって消防団員はどう行動したか」『農業協同組合経営実務』66(10) (通号 827) (増刊) 2011.9 pp.59-67、全国共同出版
- 「その時、私は」～巨大地震が襲ってきた～『近代消防』49(6) (通号 605) 2011.6 pp.80-82、近代消防社
- 「消防団学の第一歩として」『近代消防』48(10) (通号 597) 2010.10 pp.58-61、近代消防社
- 「岩手・宮城内陸地震　消防団員はどう行動したか」『近代消防』47(6) (通号 581) 2009.6 pp.66-69、近代消防社
- 「ヤマが消えた」〜岩手・宮城内陸地震における消防団活動『近代消防』47(1) (通号 576) 2009.1 pp76-79、近代消防社
- 「若者契約における消防機能の展開過程」『村落社会研究』Vol. 4 (1997-1998) No. 2 pp. 34-43 、日本村落研究学会
- 「地主制の展開過程における消防組織と村落」『村落社会研究』Vol. 1 (1994-1995) No. 1 pp. 22-31 、日本村落研究学会
- 「明治・大正期における消防組織の展開過程と村落」『村落社会研究・28』1992 pp.209‐232、村落社会研究会
- 「混在化現象に伴う村落の変容と区費賦課基準の変遷過程」『社会学評論』42(3) 1991.12 pp.243-262、日本社会学会
- 「契約講の変容と村の再編成過程」『社会学評論』32(2) 1981.9 pp.72-88、日本社会学会

他、多数

## 書評
- 「15行本棚 今こそ問われる地域防災力」『週刊新潮』 2021.0916号 pp106、株式会社 新潮社
- 「新刊紹介 今こそ問われる地域防災力」『都市問題』 2021.08 pp.92、公益財団法人 後藤・安田記念東京都市研究所